# Umeå gamle fængsel
Umeå gamle fængsel (svensk: Umeå gamla fängelse eller svensk: länscellfängelset stod færdig i 1861 og var en af de få bygninger der ikke brændte ned ved bybranden i 1888. Dermed er det en af Umeås ældste bygninger, og byggnadsminne sidan 1992. Fængslet havde indsatte frem til 1981 og blev i 1980'er og 1990'erne anvendt til teater. I løbet af 2007–2008 blev fængslet bygget om til hotel.

## Historie
Umeå gamle fængsel var et af ca. 20 länsfængsler tegnet af Wilhelm Theodor Anckarsvärd, som var Fångvårdsstyrelsens arkitekt fra 1855–1877. Disse fængsler blev bygget med det amerikanske Philadelphiasystem som forbillede, hvilket blandt andet indebar at delte fængselsceller blev erstattet med enkeltceller, hvor fangerne skulle overveje deres skæbne. Alt i alt var der indrettet 24 celler fordelt på to etager, placeret langs ydervæggene således at alle fik dagslys. Udover celler husede bygningen også kontor- og opholdsstuer i bygningen, som var en af de få der klarede sig gennem bybranden i 1888. Det gjorde endog den sydlige træpalissade, som lader selv en nutidig besøger skimte formen af fængslets vandregård.
Da byplanen i 1864 blev udvidet mod øst blev et nyt torv - Nytorget - planlagt foran bygningen, og en gade – dengang kaldet Cellfängelsegatan, senere Nytorgsgatan – blev ført mod nord på linje med bygningens midterakse. Dette torv blev fra 1954 anvendt til landsstatshusets (Länsstyrelsens) nybyggeri.
Länscellfängelset, som nu er Umeås ældst bevarede stenhus og et af de bedst bevarede fængsler i landet, var i brug til 1981 hvor Umeåanstalten stod klar. Fængslet ejes i dag af Statens fastighetsverk og blev et statsligt byggnadsminne i 1992.

## Kuriosa
Lokalavisen Västerbottens-Kurirens daværende chefredaktør Gustav Rosén (1876–1942) tilbragte i 1916 tre måneder i fængslet dømt for æreskrænkelse af stadsfiskalen (byens højeste politiembede). Dette var kulminationen på de såkaldte Umeåbråken, hvilket skabte opmærksomhed i hele landet.

## Teater
Fra 1987 og i det meste af 1990'erne rådede amatørteatergruppen Grotteatern og den uafhængige teatergruppe Profilteatern over bygningen og vandregården. Til 100-årsjubilæet for den ødelæggende bybrand i 1888 opførte Grotteatern i 1988 sommerteaterforestillingen Spelet om den stora branden (af Frank Kelber) i det gamle fængsels vandregård. Både Grotteatern og Profilteatern opførte derefter sommerforestillinger i vandregården de følgende år.

## Hotel
I løbet af 2007–2008 blev bygningen ombygget til et hotel med 23 enkeltværelser, 2 flersengsværelser og et dobbeltværelse samt et konferencelokale til møder og fester som kan rumme op til 50 personer. Hotellet tilbyder opredte senge med fælles brusebade og toiletter samt fællesarealer. I annekset i gården ligger Café Göteborg.

## Galleri
- På billedet ses fængslets hovedbygning (i blankpoleret tegl) set fra forsiden af hovedindgangen mod Storgatan
- I den gamle tingssal holder Café Göteborg nu til
- Foto fra fængslets tag mod nordvest efter bybranden 1888